# Arauco (La Rioja)

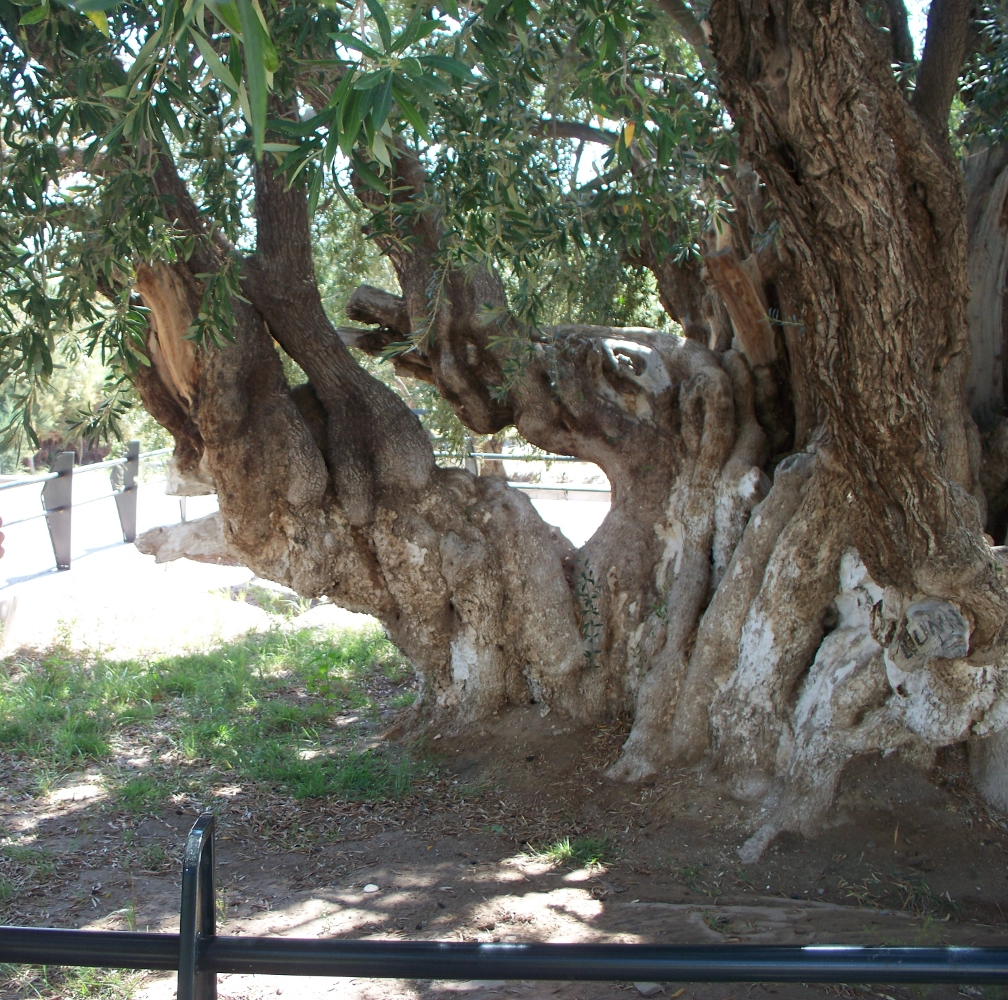
Olivo histórico.

Arauco es una localidad del departamento homónimo, en el norte de la provincia de La Rioja, Argentina. Está situada 5 km al sur de la cabecera departamental Aimogasta, comunicada por la ruta provincial 9, prácticamente en la intersección con la ruta nacional 60.
La localidad cuenta con un centro de atención primaria en salud y tres establecimientos educativos de distintos niveles.

## Toponimia
La toponimia con casi absoluta probabilidad es de etimología cacán, en tal extinto idioma sería la palabra compuesta arauw (greda) y co o ko (agua), es decir el nombre de la localidad significaría agua de greda.

## Población
Cuenta con 852 habitantes (Indec, 2010), lo que representa un incremento del 17% frente a los 723 habitantes (Indec, 2001) del censo anterior.
| Gráfica de evolución demográfica de Arauco entre 1991 y 2010 |
|                                                              |
| Fuente: Censos nacionales del INDEC                          |

## Olivo histórico
Se conserva en la localidad un olivo cuatricentenario, de 3 m de diámetro, único sobreviviente de la tala ordenada en el siglo XVIII por el rey de España como medida proteccionista a la producción de la metrópoli. 
Según algunos relatos, una vecina de la localidad consiguió cubrir el pequeño ejemplar y de este modo ocultarlo a las cuadrillas que talaron o desarraigaron el resto de los olivos, en un intento de anular absolutamente cualquier posibilidad de producción de olivas fuera de España.
De este único ejemplar sobreviviente se extrajeron los esquejes que, luego de multiplicaciones y cruzamientos varios, dieron lugar a la olivicultura de toda la región cuyana. Esta situación fue el origen de la variedad Arauco, única variedad reconocida argentina.

## Sismicidad
La sismicidad de la región de La Rioja es frecuente y de intensidad baja, y un silencio sísmico de terremotos medios a graves cada 30 años en áreas aleatorias.